# Pittore di Altamura
Pittore di Altamura (fl. V secolo a.C.) è il nome convenzionale assegnato ad un ceramografo attico, così chiamato perché gli si attribuisce la decorazione di un cratere proveniente da Altamura raffigurante una gigantomachia, conservato oggi a Londra.
Era probabilmente abituato a operare su crateri, avendogli la critica assegnato circa sessanta opere realizzate su questi supporti: esse sono attualmente disperse in aree geografiche differenti.

## Stile
Apparteneva a un gruppo di decoratori, il più noto dei quali è conosciuto come Pittore dei Niobidi, che operarono subendo l'influsso di Mikon e di Polignoto, essendo loro contemporanei: l'importanza storica del suo operato è quella di averci lasciato testimonianza dell'arte dei due già citati grandi ceramografi. L'influenza che il secondo ebbe su di lui si nota in particolare nel suo modo di rendere le anatomie, disegnate in modo meticoloso e con particolare attenzione alla resa volumetrica.
In particolar modo, questa sua cura si nota nel vaso di Spina, che ritrae scene di palestra dando particolare rilievo all'esaltazione della fisicità atletica dei protagonisti. 
Il suo tratto presenta numerose sfumature: è più largo e evidente dove segnala affossarsi dell'anatomia, più sottile nei profili, che si stagliano sullo fondo scuro del vaso. 

## Attribuzione delle opere
Essendo quasi sconosciuto ai critici moderni, si sono verificati non pochi problemi di attribuzione in relazione alla sua opera: talvolta, opere inizialmente a lui attribuite si danno oggi ad altri due maestri, ossia il Pittore di Froehner e il Pittore di Blenheim.